# Dominic Sillon
Dominic Sillon est un humoriste québécois, né le 9 juin 1972 à Chibougamau, au Nord-du-Québec. Il est membre du duo comique Dominic et Martin.

## Biographie
Il est diplômé de l'École nationale de l'humour en 1993, il forme dès lors un duo comique nommé Dominic et Martin.

## Carrière

### Spectacles
- 1999-2002 : Dominic et Martin de retour dans leur première tournée d'adieu[1],[2], (Octant)
- 2003-2004 : Dans une salle près de chez vous, (Octant)
- 2005-2009 : Inséparables[3],[2], (Avanti Présente)
- 2006-2007 : Spectacle Les 7 au Théâtre St-Denis, (Zone 3), comédie musicale
- 2010-2012 : Le Comique Club, (Avanti Présente)
- 2013-2016 : FOU, (Avanti Présente)
- 2017-2020 : Juste Dominic et Martin, (Avanti Groupe)

#### Comme auteur et metteur en scène
- 2018 : 1er rendez-vous de Martin Vachon, (Entourage), mise en scène
- 2018 : Chu rendue là, Lise Dion (Productions 6e sens), auteur
- 2015 : Bon deuxième, Stéphane Fallu, (Avanti Présente), script-éditeur

### Télévision
- 2001-2003 : Dominic et Martin[4]., (TQS / Point Final), rôle principale
- 2004-2005 : C'est mon show, (TQS / Avanti Ciné Vidéo), animateur
- 2006 : Il était une fois dans le trouble, (Zone 3), caméo
- 2009 : La Petite vie - Noël Story, (Avanti Ciné Vidéo), rôle secondaire
- 2011 : Vrak la vie, (Fairplay), rôle secondaire
- 2024 : Vestiaires, (AMI-télé/Sphère Média), Stéphane

### Filmographie
- 2004 : Pinocchio 3000, (Cinégroupe), Taxi (voix)

### Radio
- 2005-2007 : Le Monde est Petit, (radio NRJ)

- 2007-2009 : Le retour de Salvail, Dominic et Martin,  (radio NRJ), animateur
- 2013 : Debout les comiques!, (CKOI), collaborateur
- 2015 : Éric et les Fantastiques, (NRJ), collaborateur